# Катехизис
Катехи́зис (катехе́зис, катихи́зис, катихи́сис, греч. κατήχησις — «поучение, наставление», от κατηχεῖν — «звучать в ответ») — изложение основ какого-либо знания, чаще всего вероучения какой-либо религиозной конфессии или учебник с изложением этого знания или вероучения. Катехизис обычно изложен в виде вопросов и ответов. Может быть как в форме официального вероисповедного документа какой-либо конфессии, так и в форме авторского изложения основ вероучения или знания. Христианский катехизис обычно содержит огласительное наставление и основные положения вероучения.
Катехизис содержит ответы на наиболее типичные богословские вопросы и начальное богословское образование перед крещением. Катехизисы католиков и протестантов различаются по причине отличий в их представлении и толковании Священного Писания. В православии катехизисы не являются символическими книгами, подобно катехизисам католиков и некоторых протестантских церквей. Даже «Пространный христианский катехизис Православной Кафолической Восточной церкви» святителя Филарета (Дроздова) был в своё время признан Святейшим Синодом только руководством для верующих. Есть упрощённые детские катехизисы. Не любят использовать катехизисы анабаптистские конфессии. В переносном смысле слово «катехизис» иногда употребляется для обозначения произведения, написанного в форме вопросов-ответов, или символа веры, сборника неких незыблемых принципов (например, «Катехизис революционера» — устав революционной организации «Народная расправа», составленный Сергеем Нечаевым в 1869 году).
Обучение основам веры (например, в период оглашения) называют «катехизацией». Православные понимают под катехизисами только используемое при катехизации огласительное наставление, часто в виде вопросов и ответов. Их современные катехизисы не являются символическими книгами (основными вероисповедными документами конфессии), излагающими основные положения вероучения православия. В то же время в Священном Предании православных есть, например, «Большое огласительное слово» святителя Григория Нисского.

## Катехизисы
- Катехизис Католической церкви: компендиум // vatican.va
- Лаврентий Зизаний Тустановский. Катехизис Большой. — Около 29 января 1627 г.
- Малый катехизис Петра Могилы.
- Большой катехизис Петра Могилы.
- Катехизис митрополита Платона (Левшина).
- Православный катехизис епископа Александра (Семёнова-Тян-Шанского).
- Большой катехизис доктора Мартина Лютера.
- Катехизис святителя Филарета Московского.
- Катехизис святителя Николая Сербского.
- Раковский катехизис.
- Summa Doctrinae Christianae Petrus Canisius. — 1566 г.
- Пётр Канизий. «Основы христианского благочестия, или Малый католический катехизис» (Institutiones christianae pietatis seu parvus catechism catholicorum).
- Catechismus graeco-latinus. Petrus Canisius.
- Катехизис революционера.